# Рос (Северна Дакота)
Рос (енгл. Ross) град је у америчкој савезној држави Северна Дакота.

## Демографија
По попису из 2010. године број становника је 97, што је 49 (102,1%) становника више него 2000. године.
| Група             | 2000.      | 2010.      |
| Белци             | 47 (97,9%) | 90 (92,8%) |
| Афроамериканци    | 0 (0,0%)   | 0 (0,0%)   |
| Азијати           | 0 (0,0%)   | 0 (0,0%)   |
| Хиспаноамериканци | 0 (0,0%)   | 2 (2,1%)   |
| Укупно            | 48         | 97         |